# 3674 Erbisbühl
A 3674 Erbisbühl (ideiglenes jelöléssel 1963 RH) egy marsközeli kisbolygó. Cuno Hoffmeister fedezte fel 1963. szeptember 13-án.